# Ramanujan–Peterssons förmodan
Inom matematiken är Ramanujans förmodan, uppkallad efter Srinivasa Ramanujan, en förmodan som säger att Ramanujans taufunktion, definierad som Fourierkoefficienterna τ(n) av modulära diskriminanten Δ(z)
{\displaystyle \Delta (z)=\sum _{n>0}\tau (n)q^{n}=q\prod _{n>0}\left(1-q^{n}\right)^{24}=q-24q^{2}+252q^{3}+\cdots \qquad q=e^{2\pi iz},}
satisfierar
{\displaystyle |\tau (p)|\leq 2p^{\frac {11}{2}},}
där p är ett primtal. Generaliserade Ramanujans förmodan eller Ramanujan–Peterssons förmodan, introducerad av H. Petersson, är en generalisering till andra modulära eller automorfa former.

## Artikelursprung
Den här artikeln är helt eller delvis baserad på material från engelskspråkiga Wikipedia, Ramanujan–Petersson conjecture, 10 mars 2014.